# ウインズ高松
ウインズ高松（ウインズたかまつ、WINS高松）は、香川県高松市の鶴尾地区にある日本中央競馬会 (JRA) の場外勝馬投票券発売所 (WINS) である。四国唯一のウインズ。
1994年2月開業。土地建物の保有・管理は阪急阪神ホールディングス子会社の阪急産業で、地元の反対を押し切って開業を強行したことから、2004年までは平日に開催される競走の発売はできなかった。

## 周辺施設
- 峰山口交差点（この角にある）
ウインズ高松は歩道橋と直結している。平日の払い戻しの際はこの入り口のみが開けられる。
- さぬき夢街道
- 円座バイパス
- 上天神町交差点
- ゆめタウン高松

## アクセス
開催日はJR高松駅・ことでん瓦町駅から無料送迎バスが出ている。